# Pietro Svageli
Pietro Svageli (Trieste, 28 giugno 1911 – 30 gennaio 1985) è stato un calciatore e allenatore di calcio italiano, di ruolo attaccante.

## Carriera
Giocò una stagione in Serie A con l'Alessandria.

## Palmarès

### Giocatore

#### Competizioni nazionali
- Prima Divisione: 1

Taranto: 1934-1935